# بوخوائوری
بوخاوری (گرجی: ბოხვაური) یک روستا در شهرداری ازورگتی ناحیه گوریا در غرب گرجستان است.